# Ronde van Italië 2015/Zestiende etappe
De zestiende etappe van de Ronde van Italië 2015 werd verreden op 26 mei 2015. De renners reden een bergrit van 174 kilometer van Pinzolo naar Aprica. Onderweg moesten er vijf bergen beklommen worden, waarvan de Mortirolo (eerste categorie) de lastigste was. De rit werd gewonnen door Mikel Landa, die voor de rustdag ook al de sterkste was in de vijftiende rit. Hij reed in de slotfase weg bij zijn medevluchters Steven Kruijswijk en Alberto Contador, die tweede en derde werden. Contador behield de leiding in het klassement, maar nummer twee Fabio Aru zakte naar de derde plek. De tweede plek werd nu ingenomen door Aru's ploeggenoot Landa. Kruijswijk steeg naar de achtste plek in het klassement en veroverde de bergtrui. Maxime Monfort viel uit de top-tien en stond na afloop van deze rit elfde; één plekje voor zijn land- en ploeggenoot Jurgen Van den Broeck.

## Verloop
De rit begon direct met de beklimming van de Campo Carlo Magno. Ontsnappingspogingen op die berg mislukten echter allemaal; pas in de afdaling wist een tiental renners succesvol weg te rijden. Initiatiefnemers Franco Pellizotti en Edoardo Zardini kregen gezelschap van de Belg Sander Armée, alsmede Brent Bookwalter, David de la Cruz, Fabio Felline, Rubén Fernández, Ryder Hesjedal, Nikolaj Michajlov en Przemysław Niemiec. Kort na de top van de tweede klim, de Passo Tonale, sloot ook Simon Clarke zich aan bij de tien, die maximaal iets meer dan twee minuten voorsprong kregen.
Op zo'n 75 kilometer van de meet passeerden de renners finishplaats Aprica voor de eerste keer. Op het klimmetje naar het dorp reed Hesjedal weg van zijn medevluchters. In de afdaling na Aprica slaagde Joeri Trofimov erin om - samen met twee ploeggenoten van zijn Katjoesjaploeg - weg te rijden uit het peloton en vervolgens aan te sluiten bij de tien achtervolgers. Toen roze trui Alberto Contador lek reed in het peloton verhoogde Astana het tempo. Het overgebleven peloton wist aan te sluiten bij de groep-Trofimov, die aan de voet van de Mortirolo ook Hesjedal inhaalde. Contador ving de klim aan met vijftig tellen achterstand.
Sinds het overlijden van Marco Pantani in 2004 had de Giro-organisatie elk jaar de titel Montagna Pantani aan een karakteristieke en belangrijke berg gegeven. Dit jaar viel de Mortirolo die eer (voor de zesde maal) te beurt. Op deze Pantani-berg was het wederom de Astana-ploeg die het tempo maakte. Enkel Trofimov en Steven Kruijswijk konden Astana-renners Fabio Aru en Mikel Landa volgen. Contador was ondertussen bezig aan een snellere beklimming dan de koplopers, want hij won gestaag terrein op het kwartet. Op zeven kilometer van de top sprong Kruijswijk weg bij de andere drie. Toen Contador bij Aru en Landa kwam (Trofimov was inmiddels gelost) zette hij door en kreeg hij Landa mee; Aru kon echter niet volgen en werd wat later ingehaald door Trofimov en Hesjedal.
Contador en Landa kwamen bij Kruijswijk, maar de Nederlander kwam als eerste boven op de Mortirolo. Het was voor het eerst dat een Nederlander de top van de Montagna Pantani als eerste wist te slechten (in 2012 was Thomas De Gendt de eerste - en tot en met 2015 enige - Belg die als eerste op de Montagna Pantani boven kwam). Op iets minder dan een minuut kwamen Trofimov en Hesjedal als vierde en vijfde boven. Een kleine minuut na dat duo kwam Aru boven, in het wiel van de nummer drie van het klassement, Andrey Amador. In de afdaling reed Trofimov bij Hesjedal weg en kwam hij tot op een halve minuut van het koptrio. Ook Amador en Aru daalden sneller dan Hesjedal en kwamen dichter bij de Canadees. Na de afzink kreeg Aru echter materiaalpech, waardoor hij alleen kwam te zitten. Amador was inmiddels bij Hesjedal aangesloten en samen haalden ze Trofimov weer bij. Tien kilometer van de finish hadden de drie achtervolgers ruim een minuut achterstand op de koplopers, terwijl ze zo'n vijfentwintig tellen voorsprong hadden op Aru.
Voor de tweede maal klommen de coureurs naar Aprica en met nog vijf kilometer te gaan plaatste Kruijswijk een versnelling. Deze werd echter gecounterd door Landa, die wegreed bij de Nederlander en Contador. Twee kilometer voor het einde had de Bask al een halve minuut voorsprong op zijn voormalige vluchtmakkers. In de slotfase wist hij die nog wat uit te bouwen; Landa won zijn tweede ritzege op rij, met 38 tellen voorsprong op Kruijswijk en Contador. Trofimov en Amador volgden op ongeveer twee minuten, kort daarna gevolgd door Hesjedal. Aru werd zevende op bijna drie minuten van Landa, die hij nu voor zich moest dulden in het algemeen klassement. Ongeveer een halve minuut na Aru kwamen Damiano Caruso, Leopold König, Carlos Betancur en Alexandre Geniez binnen als nummers zeven tot en met elf. Drie minuten later kwamen Jurgen Van den Broeck en Maxime Monfort (twaalfde en dertiende) binnen als eerste Belgen. Onder andere König, Van den Broeck en Giacomo Nizzolo - de nummer twee van het puntenklassement - kregen van de jury tien seconden straftijd en vijf punten aftrek in het puntenklassement, voor het hangen aan de auto.

### Tussensprints
| Tussensprint Corteno Golgi na 94,4 km |                   |        |
| Plaats                                | Naam              | Punten |
| Winnaar                               | Edoardo Zardini   | 8      |
| 2                                     | Franco Pellizotti | 4      |
| 3                                     | Ryder Hesjedal    | 1      |
| 4                                     | Brent Bookwalter  | –      |
| 5                                     | Sander Armée      | –      |

| Tussensprint Tirano na 120,9 km |                    |        |
| Plaats                          | Naam               | Punten |
| Winnaar                         | Ryder Hesjedal     | 8      |
| 2                               | Sergej Lagoetin    | 4      |
| 3                               | Sergej Tsjernetski | 1      |
| 4                               | Joeri Trofimov     | –      |
| 5                               | Simon Clarke       | –      |

### Bergsprints
| Beklimming Campo Carlo Magno na 13,3 km | Beklimming Campo Carlo Magno na 13,3 km | 2e cat. 13,0 km à 6,7% | 2e cat. 13,0 km à 6,7% |
| Plaats                                  | Naam                                    | Punten                 |                        |
| Winnaar                                 | Carlos Betancur                         | 15                     |                        |
| 2                                       | Franco Pellizotti                       | 8                      |                        |
| 3                                       | Beñat Intxausti                         | 6                      |                        |
| 4                                       | Edoardo Zardini                         | 4                      |                        |
| 5                                       | Ryder Hesjedal                          | 2                      |                        |
| 6                                       | Nikolaj Michajlov                       | 1                      |                        |

| Beklimming Passo del Tonale na 55,5 km | Beklimming Passo del Tonale na 55,5 km | 2e cat. 15,3 km à 6,1% | 2e cat. 15,3 km à 6,1% |
| Plaats                                 | Naam                                   | Punten                 |                        |
| Winnaar                                | Rubén Fernández                        | 15                     |                        |
| 2                                      | Franco Pellizotti                      | 8                      |                        |
| 3                                      | Edoardo Zardini                        | 6                      |                        |
| 4                                      | Brent Bookwalter                       | 4                      |                        |
| 5                                      | Sander Armée                           | 2                      |                        |
| 6                                      | Ryder Hesjedal                         | 1                      |                        |

| Beklimming Aprica (1) na 100,9 km | Beklimming Aprica (1) na 100,9 km | 3e cat. 14,0 km à 3,5% | 3e cat. 14,0 km à 3,5% |
| Plaats                            | Naam                              | Punten                 |                        |
| Winnaar                           | Ryder Hesjedal                    | 7                      |                        |
| 2                                 | Przemysław Niemiec                | 4                      |                        |
| 3                                 | David de la Cruz                  | 2                      |                        |
| 4                                 | Sander Armée                      | 1                      |                        |

| Beklimming Passo del Mortirolo na 140,7 km | Beklimming Passo del Mortirolo na 140,7 km | 1e cat. 11,9 km à 10,9% | 1e cat. 11,9 km à 10,9% |
| Plaats                                     | Naam                                       | Punten                  |                         |
| Winnaar                                    | Steven Kruijswijk                          | 35                      |                         |
| 2                                          | Alberto Contador                           | 18                      |                         |
| 3                                          | Mikel Landa                                | 12                      |                         |
| 4                                          | Joeri Trofimov                             | 9                       |                         |
| 5                                          | Ryder Hesjedal                             | 6                       |                         |
| 6                                          | Andrey Amador                              | 4                       |                         |
| 7                                          | Fabio Aru                                  | 2                       |                         |
| 8                                          | Damiano Caruso                             | 1                       |                         |

| Beklimming Aprica (2) na 174,0 km | Beklimming Aprica (2) na 174,0 km | 3e cat. 14,0 km à 3,5% | 3e cat. 14,0 km à 3,5% |
| Plaats                            | Naam                              | Punten                 |                        |
| Winnaar                           | Mikel Landa                       | 7                      |                        |
| 2                                 | Steven Kruijswijk                 | 4                      |                        |
| 3                                 | Alberto Contador                  | 2                      |                        |
| 4                                 | Joeri Trofimov                    | 1                      |                        |

### Meeste kopkilometers
| Naam           | Kilometers |
| -------------- | ---------- |
| Ryder Hesjedal | 56         |

## Uitslag
| Pinzolo - Aprica (174 km) |                       |                   |          |
| Plaats                    | Naam                  | Ploeg             | Tijd     |
| Winnaar                   | Mikel Landa (E)       | Astana            | 5u02'51" |
| 2                         | Steven Kruijswijk     | LottoNL-Jumbo     | +38"     |
| 3                         | Alberto Contador      | Tinkoff-Saxo      | +38"     |
| 4                         | Joeri Trofimov        | Katjoesja         | +2'03"   |
| 5                         | Andrey Amador         | Movistar          | +2'03"   |
| 6                         | Ryder Hesjedal        | Cannondale-Garmin | +2'10"   |
| 7                         | Fabio Aru             | Astana            | +2'51"   |
| 8                         | Damiano Caruso        | BMC               | +3'16"   |
| 9                         | Leopold König         | Team Sky          | +3'19"   |
| 10                        | Carlos Betancur       | AG2R La Mondiale  | +3'19"   |
| 11                        | Alexandre Geniez      | FDJ               | +3'19"   |
| 12                        | Jurgen Van den Broeck | Lotto Soudal      | +6'18"   |
| 13                        | Maxime Monfort        | Lotto Soudal      | +6'18"   |
| 14                        | Igor Antón            | Movistar          | +6'18"   |
| 15                        | Stefano Pirazzi       | Bardiani CSF      | +8'13"   |

## Klassementen
| Algemeen klassement |                   |                   |           |
| Plaats              | Naam              | Ploeg             | Tijd      |
| Roze trui           | Alberto Contador  | Tinkoff-Saxo      | 65u04'59" |
| 2                   | Mikel Landa       | Astana            | +4'02"    |
| 3                   | Fabio Aru         | Astana            | +4'52"    |
| 4                   | Andrey Amador     | Movistar          | +5'48"    |
| 5                   | Joeri Trofimov    | Katjoesja         | +8'27"    |
| 6                   | Leopold König     | Team Sky          | +9'31"    |
| 7                   | Damiano Caruso    | BMC               | +9'52"    |
| 8                   | Steven Kruijswijk | LottoNL-Jumbo     | +11'40"   |
| 9                   | Alexandre Geniez  | FDJ               | +12'48"   |
| 10                  | Ryder Hesjedal    | Cannondale-Garmin | +12'49"   |

| Puntenklassement |                  |                     |        |
| Plaats           | Naam             | Ploeg               | Punten |
| Rode trui        | Elia Viviani     | Team Sky            | 119    |
| 2                | Giacomo Nizzolo  | Trek Factory Racing | 114    |
| 3                | Nicola Boem      | Bardiani CSF        | 109    |
| 4                | Sacha Modolo     | Lampre-Merida       | 91     |
| 5                | Alberto Contador | Tinkoff-Saxo        | 86     |

| Bergklassement |                   |                  |        |
| Plaats         | Naam              | Ploeg            | Punten |
| Blauwe trui    | Steven Kruijswijk | LottoNL-Jumbo    | 92     |
| 2              | Beñat Intxausti   | Movistar         | 91     |
| 3              | Mikel Landa       | Astana           | 73     |
| 4              | Carlos Betancur   | AG2R La Mondiale | 68     |
| 5              | Simon Geschke     | Giant-Alpecin    | 53     |

| Jongerenklassement |                 |                     |           |
| Plaats             | Naam            | Ploeg               | Tijd      |
| Witte trui         | Fabio Aru       | Astana              | 65u09'51" |
| 2                  | Davide Formolo  | Cannondale-Garmin   | +43'17"   |
| 3                  | Fabio Felline   | Trek Factory Racing | +1u27'06" |
| 4                  | Esteban Chaves  | Orica-GreenEdge     | +1u40'35" |
| 5                  | Sebastián Henao | Team Sky            | +1u46'16" |

| Ploegenklassement (tijd) |                   |            |
| Plaats                   | Ploeg             | Tijd       |
| 1                        | Astana            | 194u52'42" |
| 2                        | Movistar          | +24'35"    |
| 3                        | BMC               | +33'48"    |
| 4                        | Team Sky          | +42'02"    |
| 5                        | Cannondale-Garmin | +1u22'38"  |

| Ploegenklassement (punten) |               |      |
| Plaats                     | Ploeg         | Tijd |
| 1                          | Astana        | 478  |
| 2                          | Lampre-Merida | 242  |
| 3                          | Movistar      | 235  |
| 4                          | Team Sky      | 228  |
| 5                          | BMC           | 226  |

### Overige klassementen
| Tussensprintklassement |                 |                         |        |
| Plaats                 | Naam            | Ploeg                   | Punten |
| 1                      | Marco Frapporti | Androni Giocattoli-Sid. | 36     |
| 2                      | Marco Bandiera  | Androni Giocattoli-Sid. | 30     |
| 3                      | Nicola Boem     | Bardiani CSF            | 29     |

| Combativiteitsklassement |                   |               |        |
| Plaats                   | Naam              | Ploeg         | Punten |
| 1                        | Alberto Contador  | Tinkoff-Saxo  | 35     |
| 2                        | Steven Kruijswijk | LottoNL-Jumbo | 34     |
| 3                        | Mikel Landa       | Astana        | 29     |

| Strijdlustklassement |                |                         |        |
| Plaats               | Naam           | Ploeg                   | Punten |
| 1                    | Nicola Boem    | Bardiani CSF            | 420    |
| 2                    | Marco Bandiera | Androni Giocattoli-Sid. | 373    |
| 3                    | Alan Marangoni | Cannondale-Garmin       | 345    |

| Azzurri d'Italia |                  |              |        |
| Plaats           | Naam             | Ploeg        | Punten |
| 1                | Mikel Landa      | Astana       | 10     |
| 2                | Alberto Contador | Tinkoff-Saxo | 5      |
| 3                | Philippe Gilbert | BMC          | 5      |

| Premio Energy |                  |           |        |
| Plaats        | Naam             | Ploeg     | Punten |
| 1             | Mikel Landa      | Astana    | 8      |
| 2             | Joeri Trofimov   | Katjoesja | 8      |
| 3             | Philippe Gilbert | BMC       | 7      |

## Opgaves
- Richie Porte (Team Sky)
- Sébastien Reichenbach (IAM)
- Louis Vervaeke (Lotto Soudal)
- Gang Xu (Lampre-Merida)

1e etappe ·
2e etappe ·
3e etappe ·
4e etappe ·
5e etappe ·
6e etappe ·
7e etappe ·
8e etappe ·
9e etappe ·
10e etappe ·
11e etappe ·
12e etappe ·
13e etappe ·
14e etappe ·
15e etappe ·
16e etappe ·
17e etappe ·
18e etappe ·
19e etappe ·
20e etappe ·
21e etappe
Startlijst · Eindstanden · Afbeeldingen